# Performance and Cocktails
《Performance and Cocktails》는 웨일스의 록 밴드 스테레오포닉스의 두 번째 스튜디오 음반으로, 1999년 3월 8일, V2 레코드를 통해 발매되었다. 음반 제목은 첫 번째 트랙인 〈Roll Up and Shine〉의 가사에서 따온 것으로, 이전 음반 《Word Gets Around》의 제목이 마지막 곡 가사에서 유래한 것과 동일한 방식이다.
이 음반은 상업적으로 예기치 않은 성공을 거두었지만, 비평가들로부터는 엇갈린 평가를 받았다.

## 커버 아트
커버 아트는 1998년 가을, 런던 웨스트웨이 아래의 한 축구장에서 스칼렛 페이지가 촬영하였으며, 감옥 밖에서 키스하는 커플을 담은 애니 리버비츠의 초기 사진에서 영감을 받았다. 영국 언론인 토니 바렐은 2007년, 전경에 등장하는 여성 모델의 정체를 밝히기 위해 광범위한 조사를 진행하였다. 그는 2007년 11월 11일, 《선데이 타임스》 기사에서 해당 모델이 당시 23세였던 루시 조플린이라고 밝혔다. 바렐과의 인터뷰에서 조플린은 사진 속 자신의 "먼 곳을 응시하는 듯한 표정"이 압생트와 아편을 함께 한 저녁의 영향 때문이며, 촬영에 대해 현금 75파운드를 받았다고 설명했다.

## 평가
| 전문가 평가   | 전문가 평가 |
| 평가 점수     | 평가 점수   |
| 출처          | 점수        |
| ------------- | ----------- |
| AllMusic      | [ 2 ]       |
| laut.de       | [ 3 ]       |
| NME           | 6/10        |
| Pitchfork     | 4.4/10      |
| Q             | [ 6 ]       |
| Rolling Stone | [ 7 ]       |

《Performance and Cocktails》는 대체로 엇갈린 평가를 받았다. 올뮤직의 제이슨 다마스는 이 음반이 전작 《Word Gets Around》만큼 일관되지 못하다고 비판했지만, 〈T Shirt Sun Tan〉, 〈She Takes Her Clothes Off〉, 〈Pick a Part That's New〉를 음반의 하이라이트로 꼽으며 호평했다.
《피치포크》의 브렌트 디크레센조는 이 음반에 대해 대체로 부정적인 평가를 내렸으며, 스테레오포닉스를 오아시스에 비유하고 "《Performance and Cocktails》는 결국, 영국의 여름 페스티벌 무대를 위해 제작된 시끄러운 음악으로, 해마다 진흙탕이 되는 경험을 보장하는 듯한 음반"이라고 평했다. 《롤링 스톤》의 배리 월터스 역시 밴드를 오아시스에 비유하며 "라디오헤드가 되려는 오아시스처럼 들린다"고 말했다.

## 곡 목록
모든 곡들은 스테레오포닉스에 의해 작사/작곡하였다.
| #   | 제목                                  | 재생 시간 |
| --- | ------------------------------------- | --------- |
| 1.  | 〈Roll Up and Shine〉                 | 3:58      |
| 2.  | 〈The Bartender and the Thief〉       | 4:31      |
| 3.  | 〈Hurry Up and Wait〉                 | 4:40      |
| 4.  | 〈Pick a Part That's New〉            | 3:34      |
| 5.  | 〈Just Looking〉                      | 4:13      |
| 6.  | 〈Half the Lies You Tell Ain't True〉 | 2:56      |
| 7.  | 〈I Wouldn't Believe Your Radio〉     | 3:50      |
| 8.  | 〈T-Shirt Sun Tan〉                   | 4:05      |
| 9.  | 〈Is Yesterday, Tomorrow, Today?〉    | 4:02      |
| 10. | 〈A Minute Longer〉                   | 3:46      |
| 11. | 〈She Takes Her Clothes Off〉         | 3:55      |
| 12. | 〈Plastic California〉                | 4:30      |
| 13. | 〈I Stopped to Fill My Car Up〉       | 4:29      |

## 인증
| 국가                       | 인증        | 판매량/출하량 |
| -------------------------- | ----------- | ------------- |
| 영국 (BPI)                 | 6× 플래티넘 | 1,804,810     |
| 요약                       |             |               |
| 유럽 (IFPI)                | 플래티넘    | 1,000,000*    |
| *판매량을 기반으로 한 인증 |             |               |